# 上秃亥乡
上秃亥乡，是中华人民共和国内蒙古自治区呼和浩特市武川县下辖的一个乡镇级行政单位。

## 行政区划
上秃亥乡下辖以下地区：
上秃亥村、东方子村、小西滩村、黑少兔村、马王庙村、三间房村、蒙独脑包村、桃力盖村、五家村、三道河村、陆合营村、白泥壕村、七号村、刘家村、圪奔村和麻迷兔村。